# Anzor Ruszlanovics Hizrijev
Anzor Ruszlanovics Hirzijev (Csecsenföld, 1990. október 31. –) orosz szabadfogású birkózó a 125 kilogrammos súlycsoportban. Az SVSM WC versenyzője. A szabadfogású birkózással az általános iskolában kezdett el foglalkozni, ám középiskolai éveiben visszavonult. Miután befejezte a Szentpétervári Állami Orvosi Akadémiát, ahol sebész végzettséget szerzett, azután visszatért a birkózáshoz.

## Sportpályafutása
Az oroszországi nemzeti birkózó bajnokságon a Leningrádi területet képviseli. Kétszeres orosz nemzeti bajnok. 2017-ben és 2018-ban Oroszország színeiben indult a birkózó világbajnokságokon. Az Ivan Jargyin Grand Prix-n legyőzte az olimpiai érmes és kétszeres világbajnok török Taha Akgült. 